# Francis Juneau
Pour les articles homonymes, voir Juneau.
Francis Juneau (né le 5 septembre 2000 à Montréal) est un coureur cycliste canadien, originaire du Québec. 

## Biographie
En 2018, Francis Juneau se classe notamment sixième du championnat du Canada sur route juniors (moins de 19 ans). Il court ensuite au Team Macadam's Cowboys, un club français basé en Lorraine,. Sous les couleurs de cette formation, il s'impose à trois reprises en première catégorie. Il est également sélectionné en équipe nationale du Canada.
Pour la saison 2022, il s'engage avec l'équipe continentale Premier Tech U23 Cycling Project. Bon rouleur, il devient vice-champion du Canada du contre-la-montre dans la catégorie des espoirs (moins de 23 ans). Il termine par ailleurs deuxième de la Carpathian Couriers Race, ou encore huitième du Tour de la Mirabelle. Après ses performances, il ensuite recruté par la formation allemande Bike Aid en 2023.

## Palmarès et résultats

### Par année
- 2018
  - 4e étape de la Green Mountain Stage Race juniors
  - 3e du Tour of the Battenkill
- 2019
  - Grand Prix Enduiest
  - 2e du championnat du Québec du contre-la-montre
- 2020
  - Grand Prix de Soultz-sous-Forêts
- 2021
  - Grand Prix de Fameck
- 2022
  - 2e de la Carpathian Couriers Race
  - 2e du championnat du Canada du contre-la-montre espoirs
- 2025
  - Champion du Québec de course aux points[4]
  - Champion du Québec de poursuite
  - 2e du championnat du Québec du scratch

### Classements mondiaux
| Année                                 | 2022  | 2023  |
| ------------------------------------- | ----- | ----- |
| Classement mondial                    | 1109e | 2672e |
| UCI America Tour                      | 136e  | nc    |
|                                       |       |       |
| Légende : nc = non classéSource : UCI |       |       |